# Daniel Hodge

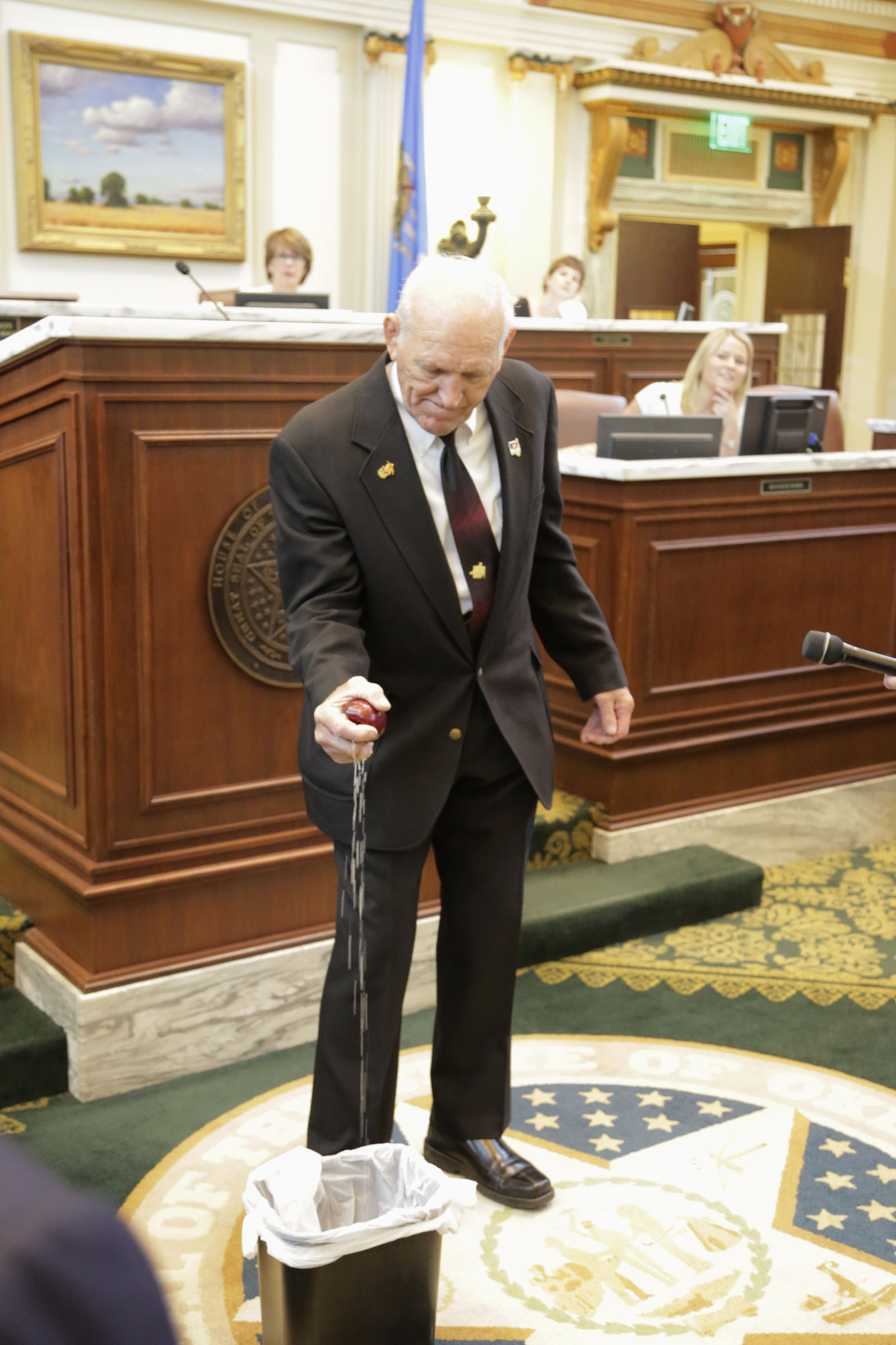
Daniel Hodge zerpresst 2013 einen Apfel in der Hand.

Daniel Allan „Dan“ Hodge (* 13. Mai 1932 in Perry, Noble County, Oklahoma; † 25. Dezember 2020 ebenda) war ein US-amerikanischer Ringer und Boxer.

## Werdegang
Danny Hodge begann an der High School mit dem Ringen, das er an der University of Oklahoma, die er nach seiner High-School-Zeit besuchte, fortsetzte. Für diese Universität gewann er alle 46 Kämpfe, die er für sie bestritt. Auch bei den Meisterschaften des US-amerikanischen Hochschul-Sportverbandes NCAA war er sehr erfolgreich und gewann im Mittelgewicht, freier Stil, dreimal in Folge die „All-American-Championships“ und dreimal die NCAA-Championships des Staates Oklahoma.
Da damals in der Regel die Ringer an den Universitäten die besten amerikanischen Ringer insgesamt waren, wurde Danny Hodge zweimal, 1952 und 1956, bei den Olympischen Spielen im freien Stil eingesetzt. In Helsinki war er erst 19 Jahre alt und zu unerfahren, um gegen die Routiniers Dawit Zimakuridse aus der Sowjetunion und Bengt Lindblad aus Schweden bestehen zu können. Vier Jahre später aber, in Melbourne, mischte er die Mittelgewichtsklasse gehörig auf, besiegte u. a. den amtierenden Weltmeister Abbas Zandi aus dem Iran und den sowjetischen Ringer Giorgi Schirtladse, unterlag aber knapp dem Bulgaren Nikola Stantschew. Er gewann damit die Silbermedaille. Es war bewundernswert, wie sich die US-Boys, die über fast keine internationale Erfahrung besaßen, bei Olympischen Spielen immer wieder gegen die Weltelite behaupteten.
Neben dem Ringen betätigte sich Danny Hodge auch mit dem Boxen. Auch hier brachte er es sehr weit. Er wurde „Golden Gloves“-Sieger und gewann auch die USA-Meisterschaft (AAU-Championships) im Mittelgewicht. Er war der einzige Sportler der USA, der diese Kombination, nämlich zu gleicher Zeit im Ringen und im Boxen zu den besten Sportlern der USA zu gehören, schaffte.
Nach den Olympischen Spielen 1956 wandte sich Danny Hodge in den USA dem Berufsringen (Wrestling) zu. Er war 18 Jahre lang in der Organisation „NWA“ Ringerprofi, wurde Weltmeister im Junior-Heavyweight und verteidigte diesen Titel achtmal. Trainiert wurde er dabei am Anfang seiner Wrestling-Karriere von "Strangler" Ed Lewis, einen Wrestling-Profi-Weltmeister aus den 1930er und 1940er Jahren. Für seine Verdienste um den Ringersport wurde er 1976 in die National Wrestling Hall of Fame aufgenommen.
Zuletzt lebte Danny Hodge in Perry, Oklahoma.

## Internationale Erfolge
(OS = Olympische Spiele, F = Freistil, Mi = Mittelgewicht, damals bis 79 kg Körpergewicht)
- 1952, 5. Platz, OS in Helsinki, F, Mi, mit Sieg über Mohamed Hussein, Ägypten und Niederlagen gegen Dawit Zimakuridse, UdSSR und Bengt Lindblad, Schweden;
- 1956, Silbermedaille, OS in Melbourne, F, Mi, mit Siegen über G.Farquhan, Großbritannien, W. Davies, Australien, Vilje Punkari, Finnland, Giorgi Schirtladse, UdSSR und Abbas Zandi, Iran und einer Niederlage gegen Nikola Stantschew, Bulgarien

## NCAA-all-american-Championships
Danny Hodge gewann diesen Titel in den Jahren 1955, 1956 und 1957 im freien Stil, Mittelgewicht.